# Kod uzupełnień do dwóch
Kod uzupełnień do dwóch (w skrócie U2 lub ZU2) – system reprezentacji liczb całkowitych w dwójkowym systemie pozycyjnym. Jest obecnie najpopularniejszym sposobem zapisu liczb całkowitych w systemach cyfrowych. Jego popularność wynika z faktu, że operacje dodawania i odejmowania są w nim wykonywane tak samo jak dla liczb binarnych bez znaku. Z tego też powodu oszczędza się na kodach rozkazów procesora.
Nazwa kodu wzięła się ze sposobu obliczania liczb przeciwnych. Dla jednobitowej liczby wartość przeciwną obliczamy odejmując daną liczbę od 2 (uzupełniamy jej wartość do dwóch). Analogicznie, dla liczb {\displaystyle n}-bitowych wartości przeciwne uzyskujemy odejmując liczbę od dwukrotnej wagi najstarszego bitu {\displaystyle (2\cdot 2^{n-1}=2^{n}).} W analogiczny sposób można stworzyć np. kod uzupełnień do jedności.
Zaletą tego kodu jest również istnienie tylko jednego zera. Przedział kodowanych liczb nie jest przez to symetryczny. W U2 na {\displaystyle n} bitach da się zapisać liczby z zakresu:
{\displaystyle [-2^{n-1}\quad ,\quad 2^{n-1}-1].}
Dla reprezentacji 8-bitowej (jednobajtowej) są to liczby od −128 do 127. Liczba {\displaystyle -2^{n-1}} nie ma liczby przeciwnej w {\displaystyle n}-bitowej reprezentacji kodu U2.

## Zapis liczb
W dwójkowym systemie liczbowym najstarszy bit liczby {\displaystyle n}-cyfrowej ma wagę {\displaystyle 2^{n-1}.} Jedyną różnicą, jaką wprowadza tu kod U2, jest zmiana wagi tego bitu na przeciwną {\displaystyle (-2^{n-1}).} Wartość dziesiętną liczby U2 wyraża wzór:
{\displaystyle -a_{n-1}\times 2^{n-1}+\sum _{i=0}^{n-2}a_{i}\times 2^{i}.}
Najstarszy bit koduje wartość liczby, ale jest też nazywany bitem znaku, ponieważ świadczy o znaku liczby:
- jeśli jest ustawiony (=1), to liczba jest ujemna,
- jeśli jest skasowany (=0), to liczba jest nieujemna.

Zwiększając obszar zajmowany przez liczbę w kodzie U2 (np. z jednego bajta na dwa), dodawany obszar wypełnia się bitem znaku.
Kod U2 może być również użyty do przechowywania liczb ułamkowych o stałej pozycji przecinka. Zapisywany jest wówczas licznik ułamka o mianowniku będącym potęgą liczby dwa ({\displaystyle 2^{n},} np. 2, 4, 8,...), mianownik nie jest zapisywany. Przy mnożeniu i dzieleniu takich liczb wymagane są korekty, jeśli wynik ma mieć przecinek w tym samym miejscu.

### Przykład
11101101U2 = 1 · −27 + 1 · 26 + 1 · 25 + 0 · 24 + 1 · 23 + 1 · 22 + 0 · 21 + 1 · 20 = −128 + 109 = −19

## Liczba przeciwna
Aby zamienić liczbę w U2 na przeciwną, należy wykonać dwa kroki:
- dokonać inwersji bitów, czyli zamienić 0 na 1 i odwrotnie;
- zwiększyć wynik o 1.

### Przykład
Dana jest liczba:
7410 = 0 · (− (27)) + 1 · 26 + 0 · 25 + 0 · 24 + 1 · 23 + 0 · 22 + 1 · 21 + 0 · 20 = 01001010U2
dokonujemy inwersji:
10110101
i zwiększamy o 1:
10110110U2 = 1 · (-(27))+ 0 · 26 + 1 · 25 + 1 · 24 + 0 · 23 + 1 · 22 + 1 · 21 + 0 · 20 = −7410

## Dodawanie i odejmowanie liczb
Dodawanie i odejmowanie w U2 odbywa się standardową metodą – traktujemy liczby jako zwykłe liczby binarne (dodatnie), dodajemy je i odejmujemy, a wynik otrzymamy w kodzie U2. Dodawanie i odejmowanie odbywa się łącznie z bitem znaku. Jeśli przeniesienie (lub pożyczka dla odejmowania) wystąpi tylko na bit znaku albo poza niego (niejednocześnie lub wcale), wówczas mamy do czynienia z nadmiarem. Oznacza to, że wynik nie mieści się w kodowanym zakresie.

### Przykład
W precyzji do części czwartych, w ośmiobitowej reprezentacji, liczby są kodowane:
{\displaystyle -11{\frac {3}{4}}={\frac {-47}{4}}\leftrightarrow -(00101111_{\mathrm {U2} })=11010001_{\mathrm {U2} }}
{\displaystyle -7{\frac {2}{4}}={\frac {-30}{4}}\leftrightarrow -(00011110_{\mathrm {U2} })=11100010_{\mathrm {U2} }}

#### Dodawanie
{\displaystyle -11{\frac {3}{4}}+-7{\frac {2}{4}}=-19{\frac {1}{4}}={\frac {-77}{4}}\leftrightarrow 10110011_{\mathrm {U2} }}
| 11010001 +11100010 --------- 110110011 |

Dziewiąty bit wyniku jest odrzucany przy określaniu liczby (jest on używany tylko do określenia czy nastąpił nadmiar). Tu wystąpiło przeniesienie na bit znaku i z niego, dlatego nadmiar nie wystąpił – wynik nie przekroczył zakresu i jest poprawny.

#### Odejmowanie
Odejmowanie jest realizowane, jak odejmowanie w naturalnym kodzie dwójkowym. Przykład z reprezentacją do części czwartych:
{\displaystyle -11{\frac {3}{4}}-\left(-7{\frac {2}{4}}\right)={\frac {-47}{4}}-{\frac {-30}{4}}\leftrightarrow 11010001_{\mathrm {U2} }-11100010_{\mathrm {U2} }=11101111_{\mathrm {U2} }={\frac {-17}{4}}}
| 11010001 −11100010 --------- 111101111 |

Odejmowanie może być zamienione na dodanie liczby przeciwnej, dlatego w niektórych procesorach zrealizowano tylko operację tworzenia liczby przeciwnej i dodawanie, a odejmowanie stałej wartości może nie występować.
Powyższe działanie realizowane jako wzięcie liczby przeciwnej i dodawanie
{\displaystyle -11{\frac {3}{4}}-(-7{\frac {2}{4}})={\frac {-47}{4}}-{\frac {-30}{4}}\leftrightarrow }
{\displaystyle \leftrightarrow 11010001_{\mathrm {U2} }-11100010_{\mathrm {U2} }=11010001_{\mathrm {U2} }+00011110_{\mathrm {U2} }=11101111_{\mathrm {U2} }}
| przeciwna do 11100010 = 00011110 11010001 +00011110 -------- 11101111 |

## Mnożenie liczb

### I wariant metody Bootha
Algorytm słowny:
1. Badamy kolejne pary bitów mnożnika.
2. Jeżeli badana para jest kombinacją 10 to od iloczynu częściowego odejmujemy mnożną, wynik przesuwamy o jedno miejsce w prawo.
3. Jeżeli jest to para 01 to dodajemy mnożną do iloczynu częściowego, przesuwamy wynik o jedno miejsce w prawo
4. Jeżeli są to pary 00 lub 11 to nie wykonujemy żadnego działania, tylko przesuwamy o jedno miejsce w prawo.
5. Gdy w skład pary wchodzi bit znaku to nie wykonujemy przesunięcia.

#### Przykład
Uwaga: część całkowita w zapisie binarnym została pominięta – zapis jest postaci bit_znaku.bity_ułamka
{\displaystyle A=-{\frac {5}{16}}=1.1011_{\mathrm {U2} }}
{\displaystyle B=-{\frac {7}{8}}=-{\frac {14}{16}}=1.0010_{\mathrm {U2} }}
Analizujemy bity liczby {\displaystyle B} (od prawej do lewej strony), dodajemy i odejmujemy liczbę {\displaystyle A.}
| 0.0000 (iloczyn częściowy) −1.1011 (jest 10, odejmuje) ------ 0.0101 0.00101 → (i przesuwa) +1.1011 (jest 01, dodaje) ------- 1.11011 1.111011 → (i przesuwa) 1.1111011 → (jest 00, tylko przesuwa) −1.1011 (jest 1.0, ale jest bit znaku, to nie przesuwa ) --------- 0.0100011 |

Wynik otrzymujemy w kodzie znak-moduł (ZM).

#### Sprawdzenie
{\displaystyle 0.0100011_{\mathrm {ZM} }={\frac {35}{128}}=-{\frac {5}{16}}\cdot -{\frac {7}{8}}}

### II wariant metody Bootha
Algorytm słowny:
1. Oznaczamy i inicjujemy: A – mnożna, iloczyn częściowy = 0
2. Przesuwamy mnożną o jedno miejsce w prawo (wykonujemy działanie {\displaystyle {\frac {A}{2}}})
3. Badamy ostatni bit mnożnika:
  1. jeśli jest równy 1 to dodaj mnożną do iloczynu częściowego
  2. jeśli równy 0 to nie wykonuj żadnego działania (dodaj 0)
4. Przesuwamy mnożnik o jedno miejsce w prawo, czyli przechodzimy do badania kolejnego bitu mnożnika.
5. Przesuwamy iloczyn częściowy o jedno miejsce w prawo, powtarzamy 3 ostatnie punkty do momentu aż napotkamy bit znaku
6. Jeśli bit znaku jest równy 1 to odejmujemy mnożną od iloczynu częściowego, jeśli jest równy 0 to nie wykonujemy żadnego działania.
7. Uzyskany iloczyn częściowy przesuwamy o jedno miejsce w lewo (działanie A · 2).

#### Przykład
Uwaga: część całkowita w zapisie binarnym została pominięta – zapis jest postaci bit_znaku.bity_ułamka
{\displaystyle A={\frac {3}{8}}=0.011_{\mathrm {U2} }}
{\displaystyle B=-{\frac {5}{16}}=1.1011_{\mathrm {U2} }}
Analizuję bity liczby B (mnożnika) od prawej do lewej strony, dodaję i odejmuję liczbę A (mnożną).
{\displaystyle A={\frac {A}{2}}=0.0011_{\mathrm {U2} }} – przesuwamy mnożną o jedno miejsce w prawo
| 0.0000 +0.0011 (analizuję 1) ------ 0.0011 0.00011 → +0.0011 (analizuję 1) ------- 0.01001 0.001001 → 0.0001001 → (analizuję 0) +0.0011 (analizuję 1) --------- 0.0100001 0.00100001 → −0.0011 (analizuję 1 – bit znaku) ---------- 1.11110001 1.1110001 ← |

Wynik otrzymujemy w kodzie uzupełnień do dwóch.

#### Sprawdzenie
{\displaystyle 1.1110001_{\mathrm {U2} }=1.0001111_{\mathrm {ZM} }=-{\frac {15}{128}}={\frac {3}{8}}\cdot -{\frac {5}{16}}}

## Dzielenie liczb

### Metoda porównawcza
Algorytm słowny:
1. Jeżeli przesunięta reszta częściowa jest większa lub równa od dzielnika, to kolejny bit ilorazu qi = 1, odejmujemy dzielnik od tej reszty.
2. Jeżeli przesunięta reszta częściowa jest mniejsza od dzielnika, to kolejny bit ilorazu qi = 0.
3. Dokonujemy przesunięcia otrzymanego wyniku o jedno miejsce w lewo i przechodzimy do punktu pierwszego.

#### Przykład
Uwaga: część całkowita w zapisie binarnym została pominięta – zapis jest postaci bity_ułamka

Uwaga 2: dzielenie odbywa się w kodzie znak-moduł z pominięciem bitu znaku (operujemy na modułach liczb), w przeciwieństwie do pozostałych metod
{\displaystyle A=-{\frac {25}{128}}=1.0011001_{\mathrm {ZM} }} (dzielna)
{\displaystyle B={\frac {5}{16}}=0.0101_{\mathrm {ZM} }} (dzielnik)
| RC = A = 0011001 (RC ≥ B, więc q1 = 1) 011001 ← −0101 ------ 000101 RC = 00101 ← (RC < B, więc q2 = 0) RC = 0101 ← (RC ≥ B, więc q3 = 1) −0101 ---- RC = 0000 (kolejna reszta częściowa = 0) |

Otrzymany wynik, złożony z kolejnych bitów od q1 do q3 jest modułem liczby wynikowej, postaci q1q2q3.
Bit znaku (z) tej liczby określamy na podstawie bitów znaku dzielnej (a) i dzielnika (b) przy pomocy operacji logicznej XOR: z = a XOR b. Tak więc przy różnych bitach znaku daje ona wynik 1, przy takich samych daje 0.
Wynik otrzymujemy w kodzie znak-moduł i jest on równy 1.101ZM.

#### Sprawdzenie
{\displaystyle 1.101_{\mathrm {ZM} }=-{\frac {5}{8}}={\frac {-{\frac {25}{128}}}{\frac {5}{16}}}}

### Metoda nierestytucyjna
Algorytm słowny:
1. Założenie: moduł dzielnej musi być mniejszy od modułu dzielnika {\displaystyle (|A|<|B|)} w kodzie ZM
2. Metoda polega na badaniu znaku dzielnika i kolejnej reszty częściowej (pierwsza reszta częściowa jest równa dzielnej).
  1. jeżeli znaki te są zgodne to odejmujemy dzielnik od przesuniętej w lewo kolejnej reszty częściowej, kolejny bit ilorazu qi = 1
  2. jeżeli znaki są różne to dodajemy dzielnik do przesuniętej w lewo kolejnej reszty częściowej, kolejny bit ilorazu qi = 0
3. Powtarzamy poprzedni punkt aż do momentu, gdy kolejna reszta częściowa będzie równa 0
4. Do otrzymanego wyniku dodajemy poprawkę równą −1 + 2−n, gdzie n jest liczbą bitów pseudoilorazu.

#### Przykład
Uwaga: część całkowita w zapisie binarnym została pominięta – zapis jest postaci bit_znaku.bity_ułamka
{\displaystyle A=-{\frac {15}{128}}=1.1110001_{\mathrm {U2} }} (dzielna)
{\displaystyle B={\frac {3}{8}}=0.011_{\mathrm {U2} }} (dzielnik)
| 1.1110001 (znaki różne, 1 oraz 0, więc q0 = 0) 1.110001 ← +0.011 -------- 0.001001 (znaki zgodne, 0 oraz 0, więc q1 = 1) 0.01001 ← −0.011 ------- 1.11101 (znaki różne, więc q2 = 0) 1.1101 ← +0.011 ------ 0.0011 (znaki zgodne, więc q3 = 1) 0.011 ← −0.011 ----- 0.000 (kolejna reszta częściowa = 0) |

Otrzymany wynik, złożony z kolejnych bitów od q0 do q3 jest pseudoilorazem (PQ), gdzie q0 jest jego bitem znakowym, a kolejne są kolejnymi bitami liczby postaci q0q1q2q3. Tak więc PQ = 0.101
Do pseudoilorazu dodajemy poprawkę
{\displaystyle P=-1+2^{-4}=-{\frac {15}{16}}=1.0001_{\mathrm {U2} }}
| 0.101 (pseudoiloraz) +1.0001 (poprawka) ------ 1.1011 |

Wynik otrzymujemy w kodzie uzupełnień do dwóch.

#### Sprawdzenie
{\displaystyle 1.1011_{\mathrm {U2} }=1.0101_{\mathrm {ZM} }=-{\frac {5}{16}}={\frac {-{\frac {15}{128}}}{\frac {3}{8}}}}